# Demet Akalın
Demet Akalın (Gölcük (Kocaeli), 23 april 1972) is een Turkse popzangeres en voormalig mannequin en actrice.

## Biografie
Demet Akalın werd op 23 april 1972 geboren in Gölcük, Kocaeli. Haar vaders familie is van Lazische afkomst, terwijl haar grootmoeder van moederskant, Iffet Hanim (1912-2011), van Tataarse afkomst was en haar grootvader van moederskant van Bosnische afkomst was.
Ze ging naar lagere en middelbare scholen in Gölcük en werd uiteindelijk ingeschreven op de Gölcük Barbaros Hayrettin Lisesi. Met de hulp van haar moeder volgde ze modellencursussen bij Yaşar Alptekin. Vervolgens trad ze toe tot het modellenbureau van Neşe Erberk. Ondertussen speelde ze in een aantal films en tv-series, waaronder Günlerden Pazar (1992), Tele Anahtar (1994) en Sensiz Olmaz (1994). Ze verscheen ook in een tv-film met de titel Hayatın Anlamı samen met Ece Sükan.

## Discografie
- Sebebim (1996)
- Unuttum (2003)
- Banane (2004)
- Kusursuz 19 (2006)
- Dans Et (2008)
- Zirve (2010)
- Giderli 16 (2012)
- Rekor (2014)
- Pırlanta (2015)
- Rakipsiz (2016)
- Ateş (2019)

## Filmografie
Films
- Günlerden Pazar (1992)
- Sensiz Olmaz (1994)
- Tele Anahtar (1994)
- Osman Pazarlama (2016)

Televisieseries
- Sibel (1998)
- En İyi Arkadaşım (2006)

- International Standard Name Identifier: 0000 0003 8022 943X
- Library of Congress Control Number: n2012054676
- MusicBrainz: 65517e5a-841c-419e-9b3b-6d4ea3d20432
- Virtual International Authority File: 259221871
- WorldCat: E39PBJgMFrWyY3k3jh6QTvQQbd